# Stazione di Corsico
La stazione di Corsico è una fermata ferroviaria posta sulla linea Milano-Mortara, a servizio dell'omonima città.

## Storia
Entrata in funzione il 7 dicembre 2009, contemporaneamente all'attivazione del raddoppio del binario della linea Milano-Mortara; ha sostituito la vecchia stazione di Corsico, sita circa 200 metri più a sud e risalente al 1870.

## Strutture e impianti
La fermata conta 2 binari, uno per ogni senso di marcia, serviti da 2 banchine laterali collegate da un sottopassaggio.

## Movimento
La fermata è servita dai treni della linea S9 del servizio ferroviario suburbano di Milano, eserciti da Trenord, cadenzati a frequenza semioraria

## Interscambi
- Fermata autobus